# 4.ª etapa do Tour de France de 2019
A 4.ª etapa do Tour de France de 2019 teve lugar a 9 de julho de 2019 entre Reims e Nancy sobre um percurso de 215 km e foi vencida ao sprint pelo italiano Elia Viviani da Deceuninck-Quick Step. O francês Julian Alaphilippe manteve o maillot jaune.

## Classificação da etapa
| \| Classificação por etapas \| Classificação por etapas \| Classificação por etapas \| Classificação por etapas \| Classificação por etapas \| \| Ciclista \| Ciclista \| Equipe \| Tempo \| \| \| ------------------------ \| ------------------------ \| -------------------------- \| ------------------------ \| ------------------------ \| \| 1. \| Elia Viviani \| Deceuninck-Quick Step \| 5h09m20s \| \| \| 2. \| Alexander Kristoff \| UAE Team Emirates \| + 0s \| \| \| 3. \| Caleb Ewan \| Lotto-Soudal \| + 0s \| \| \| 4. \| Peter Sagan \| Bora-Hansgrohe \| + 0s \| \| \| 5. \| Dylan Groenewegen \| Team Jumbo-Visma \| + 0s \| \| \| 6. \| Mike Teunissen \| Team Jumbo-Visma \| + 0s \| \| \| 7. \| Giacomo Nizzolo \| Dimension Data \| + 0s \| \| \| 8. \| Jasper Stuyven \| Trek-Segafredo \| + 0s \| \| \| 9. \| Michael Matthews \| Team Sunweb \| + 0s \| \| \| 10. \| Christophe Laporte \| Cofidis, Solutions Crédits \| + 0s \| \| |                    |                            |          |
| |                    |                            |          |
| Fonte: ProCyclingStats |                    |                            |          |
| Classificação por etapas |                    |                            |          |
| Ciclista | Ciclista           | Equipe                     | Tempo    |
| 1. | Elia Viviani       | Deceuninck-Quick Step      | 5h09m20s |
| 2. | Alexander Kristoff | UAE Team Emirates          | + 0s     |
| 3. | Caleb Ewan         | Lotto-Soudal               | + 0s     |
| 4. | Peter Sagan        | Bora-Hansgrohe             | + 0s     |
| 5. | Dylan Groenewegen  | Team Jumbo-Visma           | + 0s     |
| 6. | Mike Teunissen     | Team Jumbo-Visma           | + 0s     |
| 7. | Giacomo Nizzolo    | Dimension Data             | + 0s     |
| 8. | Jasper Stuyven     | Trek-Segafredo             | + 0s     |
| 9. | Michael Matthews   | Team Sunweb                | + 0s     |
| 10. | Christophe Laporte | Cofidis, Solutions Crédits | + 0s     |

## Classificações ao final da etapa

### Classificação geral(Maillot Jaune)
| \| Classificação geral \| Classificação geral \| Classificação geral \| Classificação geral \| Classificação geral \| \| Ciclista \| Ciclista \| Equipe \| Tempo \| \| \| ------------------- \| ------------------- \| --------------------- \| ------------------- \| ------------------- \| \| 1. \| Julian Alaphilippe \| Deceuninck-Quick Step \| 14h41m39s \| \| \| 2. \| Wout van Aert \| Team Jumbo-Visma \| + 20s \| \| \| 3. \| Steven Kruijswijk \| Team Jumbo-Visma \| + 25s \| \| \| 4. \| George Bennett \| Team Jumbo-Visma \| + 25s \| \| \| 5. \| Michael Matthews \| Team Sunweb \| + 40s \| \| \| 6. \| Egan Bernal \| Team Ineos \| + 40s \| \| \| 7. \| Geraint Thomas \| Team Ineos \| + 45s \| \| \| 8. \| Enric Mas \| Deceuninck-Quick Step \| + 46s \| \| \| 9. \| Greg Van Avermaet \| CCC Team \| + 51s \| \| \| 10. \| Michael Woods \| EF Education First \| + 51s \| \| |                    |                       |           |
| |                    |                       |           |
| Fonte: ProCyclingStats |                    |                       |           |
| Classificação geral |                    |                       |           |
| Ciclista | Ciclista           | Equipe                | Tempo     |
| 1. | Julian Alaphilippe | Deceuninck-Quick Step | 14h41m39s |
| 2. | Wout van Aert      | Team Jumbo-Visma      | + 20s     |
| 3. | Steven Kruijswijk  | Team Jumbo-Visma      | + 25s     |
| 4. | George Bennett     | Team Jumbo-Visma      | + 25s     |
| 5. | Michael Matthews   | Team Sunweb           | + 40s     |
| 6. | Egan Bernal        | Team Ineos            | + 40s     |
| 7. | Geraint Thomas     | Team Ineos            | + 45s     |
| 8. | Enric Mas          | Deceuninck-Quick Step | + 46s     |
| 9. | Greg Van Avermaet  | CCC Team              | + 51s     |
| 10. | Michael Woods      | EF Education First    | + 51s     |

### Classificação por pontos(Maillot Vert)
| Classificação por pontos | Classificação por pontos | Classificação por pontos | Classificação por pontos | Classificação por pontos |
| Ciclista                 | Ciclista                 | Equipe                   | Pontos                   |                          |
| ------------------------ | ------------------------ | ------------------------ | ------------------------ | ------------------------ |
| 1.                       | Peter Sagan              | Bora-Hansgrohe           | 104 pts                  |                          |
| 2.                       | Elia Viviani             | Deceuninck-Quick Step    | 81 pts                   |                          |
| 3.                       | Michael Matthews         | Team Sunweb              | 75 pts                   |                          |
| 4.                       | Sonny Colbrelli          | Bahrain-Merida           | 65 pts                   |                          |
| 5.                       | Mike Teunissen           | Team Jumbo-Visma         | 64 pts                   |                          |
| 6.                       | Matteo Trentin           | Mitchelton-Scott         | 53 pts                   |                          |
| 7.                       | Greg Van Avermaet        | CCC Team                 | 45 pts                   |                          |
| 8.                       | Caleb Ewan               | Lotto-Soudal             | 40 pts                   |                          |
| 9.                       | Jasper Stuyven           | Trek-Segafredo           | 39 pts                   |                          |
| 10.                      | Giacomo Nizzolo          | Dimension Data           | 33 pts                   |                          |

### Classificação da montanha(Maillot à Pois Rouges)
| Classificação da montanha | Classificação da montanha | Classificação da montanha | Classificação da montanha | Classificação da montanha |
| Ciclista                  | Ciclista                  | Equipe                    | Pontos                    |                           |
| ------------------------- | ------------------------- | ------------------------- | ------------------------- | ------------------------- |
| 1.                        | Tim Wellens               | Lotto-Soudal              | 7 pts                     |                           |
| 2.                        | Xandro Meurisse           | Wanty-Gobert              | 3 pts                     |                           |
| 3.                        | Greg Van Avermaet         | CCC Team                  | 2 pts                     |                           |
| 4.                        | Wilco Kelderman           | Team Sunweb               | 1 pt                      |                           |
| 5.                        | Michael Schär             | CCC Team                  | 1 pt                      |                           |
| 6.                        | Julian Alaphilippe        | Deceuninck-Quick Step     | 1 pt                      |                           |
| 7.                        | Nairo Quintana            | Movistar Team             | 1 pt                      |                           |

### Classificação do melhor jovem(Maillot Blanc)
| Classificação dos jovens | Classificação dos jovens | Classificação dos jovens | Classificação dos jovens | Classificação dos jovens |
| Ciclista                 | Ciclista                 | Equipe                   | Tempo                    |                          |
| ------------------------ | ------------------------ | ------------------------ | ------------------------ | ------------------------ |
| 1.                       | Wout van Aert            | Team Jumbo-Visma         | 14h41m59s                |                          |
| 2.                       | Egan Bernal              | Team Ineos               | + 20s                    |                          |
| 3.                       | Enric Mas                | Deceuninck-Quick Step    | + 26s                    |                          |
| 4.                       | David Gaudu              | Groupama-FDJ             | + 37s                    |                          |
| 5.                       | Gregor Mühlberger        | Bora-Hansgrohe           | + 51s                    |                          |
| 6.                       | Tiesj Benoot             | Lotto-Soudal             | + 59s                    |                          |
| 7.                       | Giulio Ciccone           | Trek-Segafredo           | + 1m23s                  |                          |
| 8.                       | Gianni Moscon            | Team Ineos               | + 2m13s                  |                          |
| 9.                       | Maximilian Schachmann    | Bora-Hansgrohe           | + 2m43s                  |                          |
| 10.                      | Nils Politt              | Katusha-Alpecin          | + 3m51s                  |                          |

### Classificação por equipas(Classement par Équipe)
| Classificação por equipes | Classificação por equipes | Classificação por equipes | Classificação por equipes |
| Equipe                    | Equipe                    | Tempo                     |                           |
| ------------------------- | ------------------------- | ------------------------- | ------------------------- |
| 1.                        | Team Jumbo-Visma          | 44h35m04s                 |                           |
| 2.                        | Team Sunweb               | + 1m44s                   |                           |
| 3.                        | EF Education First        | + 1m57s                   |                           |
| 4.                        | Team Ineos                | + 2m02s                   |                           |
| 5.                        | Groupama-FDJ              | + 2m08s                   |                           |
| 6.                        | Mitchelton-Scott          | + 2m44s                   |                           |
| 7.                        | Astana                    | + 2m49s                   |                           |
| 8.                        | Bora-Hansgrohe            | + 3m04s                   |                           |
| 9.                        | Bahrain-Merida            | + 3m37s                   |                           |
| 10.                       | Dimension Data            | + 4m14s                   |                           |

## Abandonos
Nenhum.